# Сервинья
Сервинья́ (фр. Servignat) — коммуна во Франции, находится в регионе Рона — Альпы. Департамент — Эн. Входит в состав кантона Сен-Тривье-де-Курт. Округ коммуны — Бурк-ан-Брес.
Код INSEE коммуны — 01406.

## География

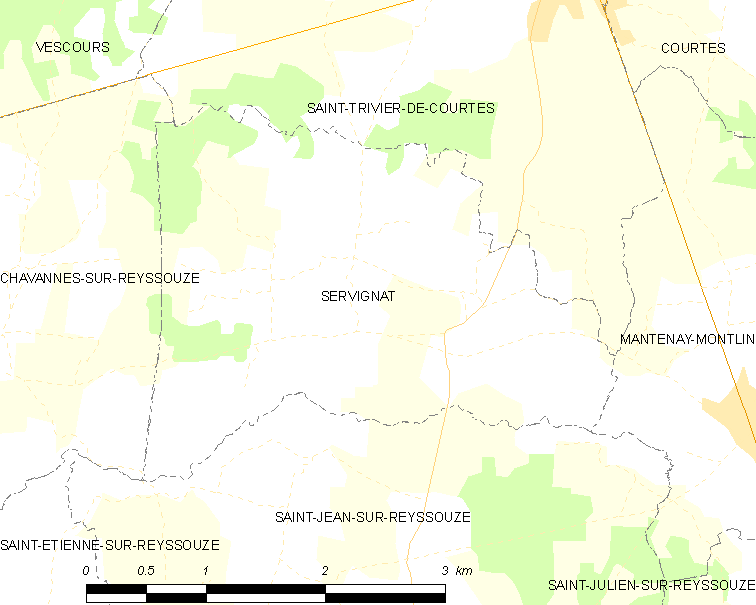
Карта коммуны

Коммуна расположена приблизительно в 340 км к юго-востоку от Парижа, в 80 км севернее Лиона, в 29 км к северо-западу от Бурк-ан-Бреса.
На юге коммуны протекает река Ресуз.

## Климат
Климат полуконтинентальный с холодной зимой и тёплым летом. Дожди бывают нечасто, в основном летом.

## Население
Население коммуны на 2010 год составляло 160 человек.
| 1962 | 1968 | 1975 | 1982 | 1990 | 1999 | 2010 |
| ---- | ---- | ---- | ---- | ---- | ---- | ---- |
| 216  | 194  | 170  | 130  | 136  | 135  | 160  |

## Администрация
| Период | Период | Фамилия       | Партия | Примечания |
| ------ | ------ | ------------- | ------ | ---------- |
| 1995   | 2014   | Мишель Каррюж |        |            |
| 2014   | 2020   | Лоран Вьяллон |        |            |

## Экономика
В 2010 году среди 95 человек трудоспособного возраста (15—64 лет) 69 были экономически активными, 26 — неактивными (показатель активности — 72,6 %, в 1999 году было 70,3 %). Из 69 активных жителей работали 67 человек (38 мужчин и 29 женщин), безработных было 2 (1 мужчина и 1 женщина). Среди 26 неактивных 4 человека были учениками или студентами, 12 — пенсионерами, 10 были неактивными по другим причинам.